# Kihlepa
Kihlepa – wieś w Estonii, w prowincji Parnawa, w gminie Audru.

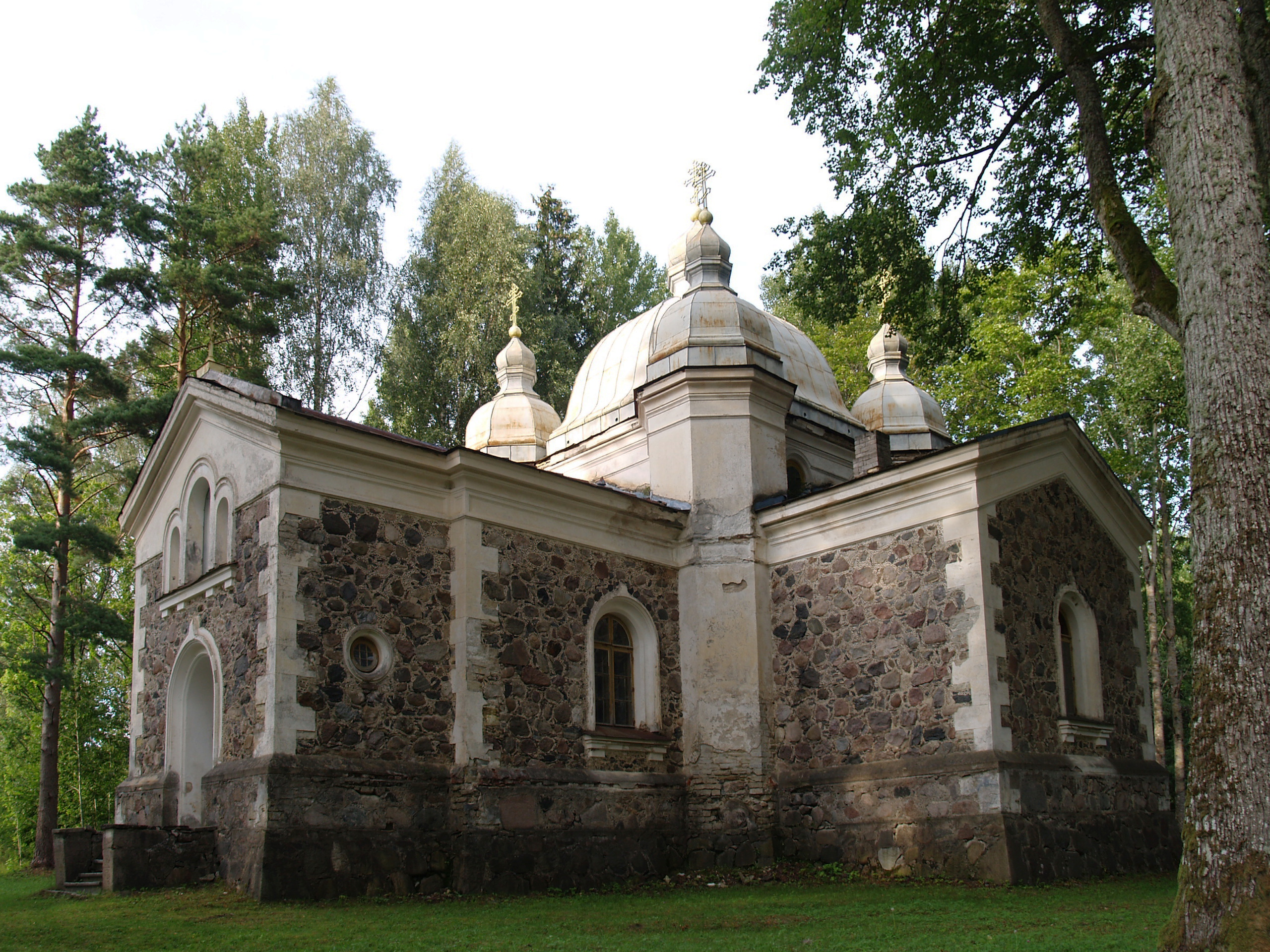
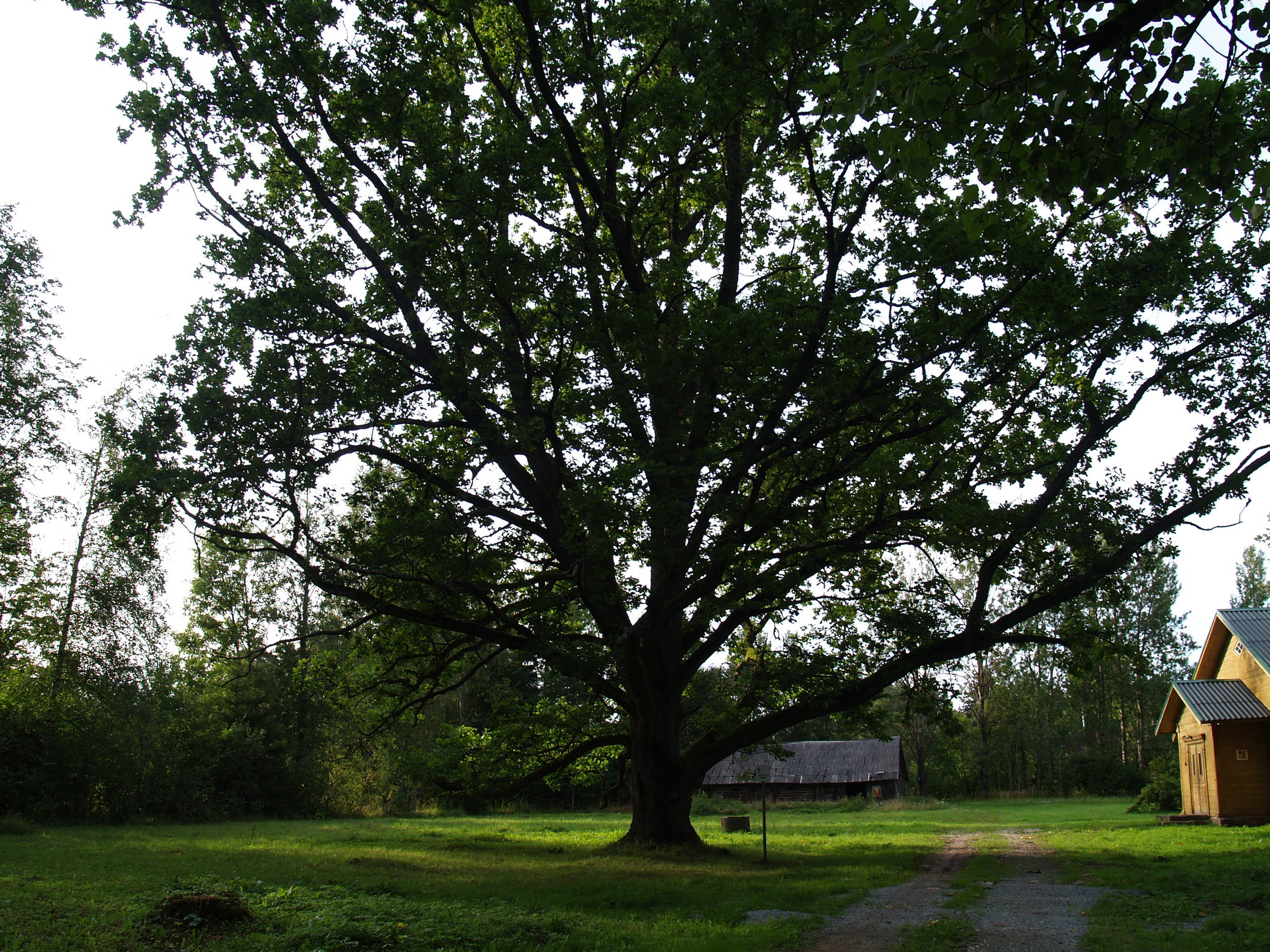